# Juan Cabanilles
Juan (Joan) Bautista José Cabanilles (Algemesí, 6 settembre 1644 – Valencia, 29 aprile 1712) è stato un organista e compositore spagnolo.

## Biografia
Juan Cabanilles nacque ad Algemesí il 6 settembre 1644. Probabilmente Cabanilles cominciò la sua carriera musicale come cantante del coro della chiesa locale. La sua formazione musicale si perfezionò durante i suoi studi sacerdotali presso la Cattedrale di Valencia, per poi essere nominato, a 20 anni, secondo organista della cattedrale, il 15 maggio 1665. Un anno dopo, a seguito della morte del suo predecessore, diviene primo organista. Il 22 settembre del 1668 venne ordinato sacerdote. Mantenne la sua carica di primo organista per 45 anni, ma, a partire dal 1703, la sua salute lo obbligò spesso a farsi sostituire.
Molte delle composizioni di Cabanilles sono virtuose e moderne rispetto ai tempi. Il musicista, a cui a volte ci si riferisce come al Bach spagnolo, ha lasciato innumerevoli composizioni per organo e varie opere cantate fino a 13 voci. La maggioranza dei suoi manoscritti si conservano nella Biblioteca di Catalogna.

## Media
- La Glòria Musical del Barroc Valencià, 2 CDs. Fundació La Llum de les Imatges (2010).